# Розанов, Сергей Матвеевич
Серге́й Матве́евич Ро́занов (1840—1870) — русский ботаник; был в конце 1860-х годов главным ботаником в Санкт-Петербургском ботаническом саду и одним из учредителей Санкт-Петербургского общества естествоиспытателей.

## Путь в науке
Первоначальное образование получил в Митавской гимназии, а затем поступил в Императорский Санкт-Петербургский университет. В 1863 году по окончании курса физико-математического факультета со степенью кандидата естественных наук он был отправлен, на средства министерства государственных имуществ, за границу, где и провёл три года, работая в ботанических институтах Германии и Франции. Здесь им были напечатаны первые научные исследования (например, «Исследования пигмента и обмена газов у морских водорослей» — в изданиях Французской академии наук за 1866 год).
По возвращении в Петербург в 1866 году Розанов был определён сначала библиотекарем, с 1868 года — главным ботаником в Санкт-Петербургский ботанический сад. Здесь трудами Розанова основана физиологическая лаборатория, устройство которой занимало его до последних дней жизни. Ещё будучи молодым человеком, он успел много сделать по избранной им специальности и обещал несравненно более в будущем по многосторонним своим познаниям, большой опытности и редкому рвению, с которым он предавался своим любимым занятиям.
В период 1866—1870 годов он преподавал анатомию и физиологию растений в Петербургском технологическом институте. Также он преподавал ботанику в Горном институте.
Розанов состоял постоянным сотрудником журнала «Натуралист» и напечатал в нём ряд своих научных статей. В этом же журнале помещена его магистерская диссертация «Физиологические и анатомические исследования в области морской и пресноводной флоры». Материал для неё собран им был за границей, ещё в 1865 году, на морском берегу в Шербуре, и в России только пополнен.
Много статей Розанова напечатано в «Трудах Санкт-Петербургского общества естествоиспытателей», членом-учредителем и действительным членом которого по отделению ботаники он состоял с 1868 года.
Розанов известен, как переводчик учебника ботаники Юлиуса Сакса (нем. Julius Sachs) (в трёх выпусках). Этот учебник в то время имел цену не только как пособие для изучения ботаники, но и как научное сочинение.
Страдая болезнью лёгких и сердца, Розанов отправился в октябре 1870 года в Палермо, но на пути туда, 21 ноября, между Неаполем и Палермо, в возрасте тридцати лет скоропостижно скончался.
В 1871 году были выпущены, по желанию покойного автора, отдельным изданием его четыре очерка, напечатанные в журнале «Сельское хозяйство и лесоводство» за 1870 год, под заглавием «Болезни растений, причиняемые растительными паразитами».